# Cédric Mallet
Pas d'image ? Cliquez ici

a Compétitions nationales et continentales officielles uniquement.

Dernière mise à jour le 31 janvier 2024.
Cédric Mallet, né le 3 juillet 1979 à Lure (Haute-Saône), est un joueur français de rugby à XV qui évolue au poste de troisième ligne centre (1,89 m pour 108 kg).

## Palmarès
- Équipe de France - 21 ans